# Ведильці
Веди́льці — село в Україні, у Михайло-Коцюбинській селищній громаді Чернігівського району Чернігівської області. Дворів — 635. Населення становить 1051 осіб. До 2016 орган місцевого самоврядування — Ведильцівська сільська рада, якій також було підпорядковане с. Малійки. Від 18 грудня 2016 року Ведильцівська сільська рада входить до складу Михайло-Коцюбинської селищної об’єднаної територіальної громади. 

## Географія
Село Ведильці розташоване обабіч річки Пакульки, за 35 км від Чернігова, з яким сполучене автошляхом та залізницею. Віддаль до найближчої залізничної станції Малійки — 7 км.

## Населення
Згідно з переписом УРСР 1989 року чисельність наявного населення села становила 1463 особи, з яких 620 чоловіків та 843 жінки.
За переписом населення України 2001 року в селі мешкали 1043 особи. Населення села Ведильці станом на  1 січня 2008 року становило 894 особи, по сільський раді — 1184 особи. 

### Мова
Розподіл населення за рідною мовою за даними перепису 2001 року:
| Мова            | Кількість | Відсоток |
| --------------- | --------- | -------- |
| українська      | 1027      | 97.72%   |
| російська       | 23        | 2.19%    |
| інші/не вказали | 1         | 0.09%    |
| Усього          | 1051      | 100%     |

## Назва
Перші поселенці важкою працею відвойовували у лісів землю. Вони виготовляли з дерева різні вироби, смолу, гонили дьоготь, потім до Києва перевозили їх на плотах з поручнями, що називалися ведилками. Звідси, очевидно, й виникла назва села.

## Історія
Ведильці вперше згадуються в грамотах короля Сигізмунда III від 1619 року і Владислава IV від 1633 року. Тоді вони входили до складу Чернігівського повіту Чернігівського воєводства.

### Гетьманщина
Ведильці засновані наприкінці XVII століття селянами-втікачами з Правобережної України. 1712 року Петро І віддав його Києво-Печерській лаврі. У першій половині XVIII століття село входило до Любецької сотні Чернігівського полку. Основні жителі його були казенні селяни. 1755 року тут налічувався 41 двір, якому належало 174 десятини орної землі, «на 570 копиць» сінокосу. Посполиті мали 118 коней, 29 волів. Населення займалося переважно землеробством та бортництвом (мало 113 бортей), виготовляло дерев'яні вироби. Частина жителів працювала на сусідніх Пакульській та Хотинівській гутах, де вироблялося віконне скло, посуд, у тому числі й кришталевий.

### Імперський період
З утворенням Чернігівського намісництва село у 1782 році ввійшло до складу Пакульської волості Чернігівського повіту. Від 1783 року — державне село, що входить спочатку до Чернігівського повіту Чернігівського намісництва, а від 1802 року — до Чернігівської губернії. 
Коли розпочалася російсько-французька війна 1812 року, 50 осіб пішло до російського війська. Десять з них було відзначено медалями та іншими нагородами. Багато мешканців вступило в народне ополчення Чернігівського повіту. Селяни постачали для потреб російської армії воли, фураж, йшли погоничами в обоз.
Життя селян було важким: на користь держави вони виконували більше десяти повинностей. Лише одного подушного доводилося платити по 2 крб. 53 коп. Селяни відробляли на користь казни від 12 до 21 дня на місяць. За присадибні ділянки сплачували по 5 крб. на рік. Особливо тяжкою була рекрутська повинність. Щороку доводилося визначати від чотирьох до десяти рекрутів. На кожного з них збирали по 30 крб. 51 коп. А дохід від землі, якою користувалися селяни, становив 333 крб. сріблом. Усе це призводило до того, що посполиті переселялися до Західного Сибіру та на південь України.
У 1835 році 17 родин переселилось до Бессарабської області в село Кебабча.
1836 року в селі було збудовано Покровську церкву.
1839 року покинуло свої землі 46 сімей. 11 селян виїхали до Київської губернії. Але оскільки це було зроблено без відома волосного старшини, їх примусили повернутися й сплатити від 5 до 8,50 крб. штрафу. Селян оббирала також волосна та сільська старшина. Так, у колективній скарзі жителів Ведилець на старосту Мойсея Чубаря писалося, що він самочинно брав по 2 копійки з кожного, а також упродовж трьох років вимагав від солдатських дітей та відставних солдатів по 5 крб. на рік. В іншому документі вдова солдата Анастасія Веремєєва скаржилася на старосту, котрий привласнив її землі. Зубожілі селяни не одержували медичної допомоги, лишалися неписьменними.
За даними на 1859 рік у козацькому й власницькому селі Чернігівського повіту Чернігівської губернії мешкало 1428 осіб (694 чоловічої статі та 734 — жіночої), налічувалось 193 дворових господарств, існували православна церква й пристань.
Реформа 1861 року не поліпшила економічного становища більшості селян. В селі налічувалося 1398 ревізьких душ, у розпорядженні яких було 1674 десятини землі, з них 272 — неродючої. Земельний наділ зменшився з 3,2 десятини до 1,1 й коштував 29,17 крб. Селяни змушені були займатися бондарством, гончарством, дехто а них залишав свої крихітні наділи і йшов на відхожі промисли, наймався на роботу в містах.
У 1880 році 31 сім'я просила дозволу на переселення. Ті, що залишалися, постійно відчували нестачу хліба, бо з десятини збирали низькі врожаї зерна. 1882 року відкрилася земська школа.
Станом на 1886 у колишньому державному й власницькому селі Пакульської волості мешкало 1548 осіб налічувалось 307 дворових господарств, існували православна церква, 3 постоялих будинки, лавка, водяний і 22 вітряних млини, маслобійний завод.
1896 року з 450 дворів 195 через безгосподарність не вистачало свого борошна до нового врожаю. По хліб їздили у південні повіти губернії. Посилювався процес класового розшарування. 1897 року в селі нараховувалось 337 дворів та 2358 мешканців.
За переписом 1897 року кількість мешканців зросла до 2123 осіб (993 чоловічої статі та 1130 — жіночої), з яких 2094 — православної віри.
1903 року в селі налічувалося вже 85 безкінних дворів. У той же час три працьовиті, заможні селянські родини зосередили в своїх руках 180 десятин кращої землі.

### Радяський період
1924 - село. центр сільради Пакульського району Чернігівської округи, 499 господарств, 2104 мешканця.
Всі трагічні події цього століття — війни, голодомори, масові репресії глибоко пройшли через долі жителів села. Під час німецько-радянської війни, а саме 3 травня 1943 року, село було спалено німецькими військами, загинуло близько 800 осіб. З фронтів війни не повернулося 243 мешканці. За час війни село втратило близько половини населення.
У повоєнний період село було відбудоване. В господарському житті найкращих результатів місцевий колгосп «Червона Зірка» досягнув  у 1954—1976 роках, коли його очолював М. К. Мринський.

## Сучасність
12 червня 2020 року, відповідно до розпорядження Кабінету Міністрів України № 730-р «Про визначення адміністративних центрів та затвердження територій територіальних громад Чернігівської області», увійшло до складу Михайло-Коцюбинської селищної громади.
19 липня 2020 року, в результаті адміністративно-територіальної реформи та ліквідації Чернігівського району (1923—2020) Чернігівської області, увійшло до складу новоутвореного Чернігівського району.

## Інфраструктура

### Транспорт
З села Ведильці до Чернігова курсує рейсовий автобус.

### Медицина
Працює ФАП та медпункт (вул. Зелена, 1-А).

### Зв'язок
Працює відділення поштового зв'язку (вул. Центральна, 13-Б). Найкраще покриття на території села у оператора мобільного зв'язку «Київстар».

### Освіта
В селі діє комунальний заклад «Ведильцівська гімназія імені Героя Радянського Союзу А. Ф.  Блашкуна».

### Культура
Сільський будинок культури проводить вечори відпочинку щоп'ятниці і щосуботи. Працює бібліотека.

### Спорт
На місцевому стадіоні в центрі села проходять спортивні змагання з футболу.

## Економіка і соціальний розвиток села
На території села Ведильці та Малійки діяли наступні підприємства:
- ПОП «Червона зірка» (близько 36 працюючих, з них 4 — управлінці);
- частину земель орендувало ТОВ «Інтерагро»;
- Ведильцівське лісництво (44 працюючих);
- приватна пилорама (до 6 працюючих);
- ТОВ «Біокарт-Агро».

Багато особистих селянських господарств виходило зі своєю продукцією на ринок міст Славутича і Чернігова. Нараховувалося щонайменше 20 власників приватних тракторів та 4 автомобілів, що обробляли або самостійно, або на основі угод з власниками особистих селянських господарств більшу частину орних земель села (оранка, посадка і збір врожаю, транспортні послуги та ін.). Кількість худоби в особистих селянських господарствах у кілька разів перевищувала кількість худоби в ПОП «Червона зірка» (чисельність поголів'я коливалася в межах 230 — 100—120 голів ВРХ).
Основні товарні культури особистих селянських господарств в рослинництві — картопля, овочі, а в тваринництві — сир, молоко, м'ясо свинини і яловичини; в ПОП «Червона зірка» — зернові, молоко, м'ясо.
Значна частина мешканців сіл Ведильці і Малійки працюють на підприємствах м. Славутича та Чернігова, на ЧАЕС, триває міграція молоді до м. Славутича та Чернігова та інших населених пунктів в пошуках краще оплачуваної роботи.
Соціальний розвиток виглядав дещо краще, ніж нарикінці XX століття. Станом на 1 грудня 2009 року близько 65 % з 400 дворів села користувались природним газом. Було проведено ремонт Будинку культури, збудовано невеликий критий ринок, проведено частковий ремонт лінії електромереж та модернізовано систему опалення в місцевій школі та у відділенні поштового зв'язку. Поліпшилось забезпечення обладнанням місцевого ФАПу. Діють три магазини, двічі на тиждень — у вівторок і четвер — торгують приїжджі підприємці.

## Меморіали, пам'ятники
- пам'ятник загиблим в часи Другої світової війни, розташований в центрі села;
- пам'ятний знак на місці масової загибелі мешканців села в 1943 році (вул. Урожайна,1);
- могила Героя Радянського Союзу М. Г. Туровця, розташована на сільському кладовищі на північно-західній околиці села;
- меморіальний комплекс, споруджений для вшанування пам'яті загиблих мешканців села у 1943 році, розташований на південній околиці села.

## Відомі люди
- Герой Радянського Союзу Блашкун Андрій Федорович.
- Герой Радянського Союзу Туровець Микита Гнатович.
- Рослий Іван Михайлович (14 січня 1925 року — 17 січня 1989 року) — український геоморфолог, палеогеограф, доктор географічних наук, професор Київського національного університету імені Тараса Шевченка.
- Рослий Іван Степанович (* 1938) — український розвідник надр.

## Герб села
Символи герба засвідчують наступне:
- корона з колосків — хліборобство;
- колесо історії — символізує час, який рухається від дня появи посленення, а також нагадує колесо водяного млина та невід'ємного знаряддя культурного побуту поліського села — прялки;
- ромбічні символи на колесі історії взяті з орнаментів рушників — про родючість у землеробській культурі поліського села;
- дві зірочки — пам'ять про земляків героїв радянського союзу Андрія Блуштуна та Микити Туровця;
- світло-блакитна смужка — стилізоване зображення річки;
- зелений колір щита — ліси, що оточують село.